# Minicynodon
Minicynodon — вимерлий рід хижих бразилодонтидових цинодонтів пізнього тріасового періоду. Він жив від карнійського до норійського етапів на у південній Бразилії. Він відомий з голотипу UFRGS PV 1030 T, часткового черепа, знайденого в середній частині формації Катурріта в геопарку Палеоррота. Типовим видом є Minicynodon maieri.